# Upper Yanktonai
Upper Yanktonai, ogranak Yanktonai Indijanaca, šire skupine Nakota kojima prema Dorseyu pripadaju bande 1) Wazikute ili Tcan-ona (Can ona), Shoot-at-trees, or Wazi-kute, Shooters-among-the-pines; od ovih su potekli Ho-he ili Asiniboin; 2) Takini, Improved-in-condition; 3) Shikshichena ili Cikcitcena (Siksicena), Bad-ones-of-different-sorts; 4) Bakihon, Gash-themselves-with-knives; 5) Kiyuksa, Breakers; 6) Pabaksa ili Cut-heads; i još neki čija su imena zaboravljena. Danas žive poglavito na rezervatu Standing Rock u Sjevernoj i Južnoj Dakoti, dok manja banda Pabaksa dom je našla na rezervatu Ft Totten u Sjevernoj Dakoti, ali njihov broj nije poznat.  

## Vanjske poveznice
- The Ihanktonwanna Or Yanktonai  Arhivirana inačica izvorne stranice od 10. ožujka 2010. (Wayback Machine)